# The Smiths (альбом)
The Smiths — дебютный студийный альбом английской рок-группы The Smiths, выпущенный 20 февраля 1984 года. Альбом достиг второго места в UK Albums Chart, оставаясь там 33 недели.

## Об альбоме
Первая версия записи была признана лейблом Rough Trade «неадекватной», и вместе с продюсером Джоном Портером группа перезаписала альбом в Лондоне и Манчестере. Во время перерывов группа провела тур по Великобритании в сентябре 1983 года. Альбом был хорошо принят критиками, а также общественностью.

## Список композиций
Слова и музыка всех песен — Моррисси и Джонни Марр.
| №  | Название                         | Длительность |
| -- | -------------------------------- | ------------ |
| 1. | «Reel Around the Fountain»       | 5:58         |
| 2. | «You’ve Got Everything Now»      | 3:59         |
| 3. | «Miserable Lie»                  | 4:29         |
| 4. | «Pretty Girls Make Graves»       | 3:24         |
| 5. | «The Hand That Rocks the Cradle» | 4:38         |

| №   | Название                        | Длительность |
| --- | ------------------------------- | ------------ |
| 6.  | «Still Ill»                     | 3:23         |
| 7.  | «Hand in Glove»                 | 3:25         |
| 8.  | «What Difference Does It Make?» | 3:51         |
| 9.  | «I Don’t Owe You Anything»      | 4:05         |
| 10. | «Suffer Little Children»        | 5:28         |

## Участники записи
The Smiths:
- Моррисси — вокал
- Джонни Марр — гитара, губная гармоника
- Энди Рурк — бас-гитара
- Майк Джойс[англ.] — барабаны, бубен (в песне «Hand in Glove»)

Приглашённые музыканты:
- Пол Каррак — фортепиано, орган (в песнях «Reel Around the Fountain», «You’ve Got Everything Now» и «I Don’t Owe You Anything»)
- Анналиса Яблонска — женский голос (в песнях «Pretty Girls Make Graves» и «Suffer Little Children»)

## Позиции в хит-парадах и коммерческие показатели
| Год       | Хит-парад                                  | Высшая позиция | Пребывание |
| --------- | ------------------------------------------ | -------------- | ---------- |
| 1984—1985 | Австралия (Kent Music Report)              | 77             | нет данных |
| 1984—1985 | Великобритания (UK Albums Chart)           | 2              | 33 недели  |
| 1984—1985 | Европа (European Top 100 Albums)           | 45             | 21 неделя  |
| 1984—1985 | Канада (RPM Albums Chart)                  | 65             | 8 недель   |
| 1984—1985 | Нидерланды (Nationale Hitparade LP Top 50) | 28             | 2 недели   |
| 1984—1985 | Новая Зеландия (RMNZ)                      | 9              | 10 недель  |
| 1984—1985 | США (Billboard Top LPs & Tape)             | 150            | 11 недель  |
| 1984—1985 | Швеция (Sverigetopplistan)                 | 44             | 2 недели   |

| Хит-парад (1984)             | Позиция |
| ---------------------------- | ------- |
| Великобритания (Gallup Poll) | 38      |

| Регион                                                      | Сертификация | Продажи  |
| ----------------------------------------------------------- | ------------ | -------- |
| Великобритания (BPI)                                        | Золотой      | 100 000^ |
| ^ Данные о тиражах приведены только на основе сертификации. |              |          |